# Tagdicht
Tagdicht (en amazighe : ⵜⴰⴳⴹⵉⵛⵜ, tagḍict) est un village berbère au cœur de l'Anti-Atlas, avec une population d'environ 57 personnes et 21 ménages, selon le recensement général de la population et de l'habitat de 2004.
Tagdicht fait partie des tribus Issaguen Aït Souab, commune Aouguenz. province de Chtouka-Aït Baha, dans la région de Souss-Massa-Drâa au Maroc.